# Thomas Rotter
Thomas Rotter (Austria, 27 de enero de 1992) es un futbolista austríaco que juega como defensa en el TSV Hartberg de la Bundesliga austríaca.

## Trayectoria
Debutó en la 2. Liga con el TSV Hartberg el 28 de septiembre de 2012 en un partido contra el SC Austria Lustenau.

## Estadísticas

### Clubes
Actualizado al último partido disputado el 7 de mayo de 2022.
| Club                   | Div.          | Temporada     | Liga  | Liga  | Copas nacionales | Copas nacionales | Copas internacionales | Copas internacionales | Total | Total |
| Club                   | Div.          | Temporada     | Part. | Goles | Part.            | Goles            | Part.                 | Goles                 | Part. | Goles |
| ---------------------- | ------------- | ------------- | ----- | ----- | ---------------- | ---------------- | --------------------- | --------------------- | ----- | ----- |
| TSV Hartberg · Austria | 2.ª           | 2012-13       | 2     | 0     | 1                | 0                | —                     | —                     | 3     | 0     |
| TSV Hartberg · Austria | 2.ª           | 2013-14       | 3     | 0     | 0                | 0                | —                     | —                     | 3     | 0     |
| TSV Hartberg · Austria | 2.ª           | 2014-15       | 24    | 1     | 3                | 1                | —                     | —                     | 27    | 2     |
| TSV Hartberg · Austria | 3.ª           | 2015-16       | 26    | 3     | 1                | 0                | —                     | —                     | 27    | 3     |
| TSV Hartberg · Austria | 3.ª           | 2016-17       | 27    | 7     | 2                | 0                | —                     | —                     | 29    | 7     |
| TSV Hartberg · Austria | 2.ª           | 2017-18       | 10    | 2     | 2                | 1                | —                     | —                     | 12    | 3     |
| TSV Hartberg · Austria | 1.ª           | 2018-19       | 17    | 2     | 3                | 1                | —                     | —                     | 20    | 3     |
| TSV Hartberg · Austria | 1.ª           | 2019-20       | 20    | 1     | 1                | 0                | —                     | —                     | 21    | 1     |
| TSV Hartberg · Austria | 1.ª           | 2020-21       | 24    | 3     | 2                | 2                | 1                     | 0                     | 27    | 5     |
| TSV Hartberg · Austria | 1.ª           | 2021-22       | 21    | 2     | 4                | 0                | —                     | —                     | 25    | 2     |
| TSV Hartberg · Austria | Total club    | Total club    | 174   | 21    | 19               | 5                | 1                     | 0                     | 194   | 26    |
| Total carrera          | Total carrera | Total carrera | 174   | 21    | 19               | 5                | 1                     | 0                     | 194   | 26    |